# Polizia di Stato

Polizia di Statos heraldiska vapen

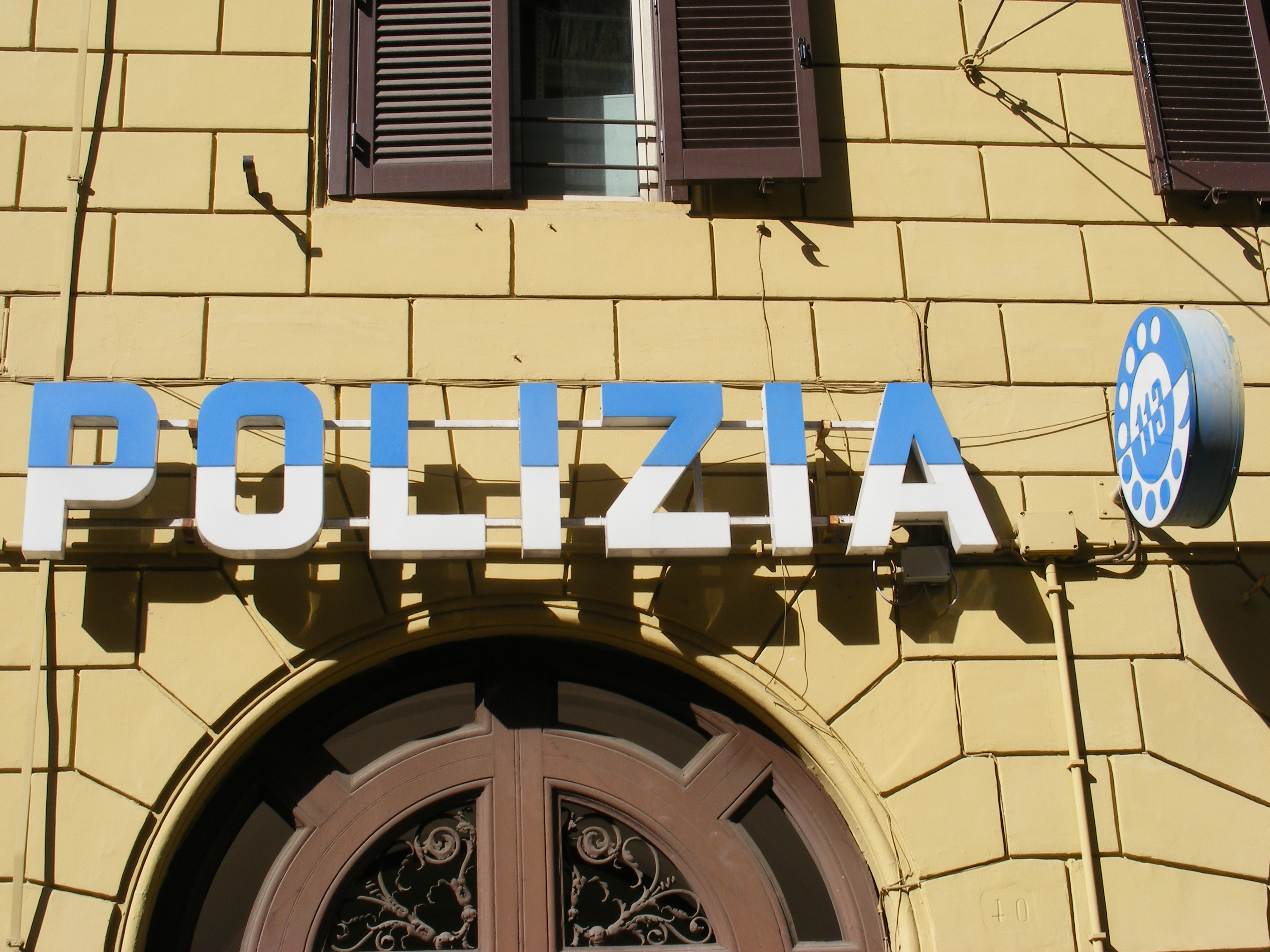
Skylten vid en polisstation, Rom 2009

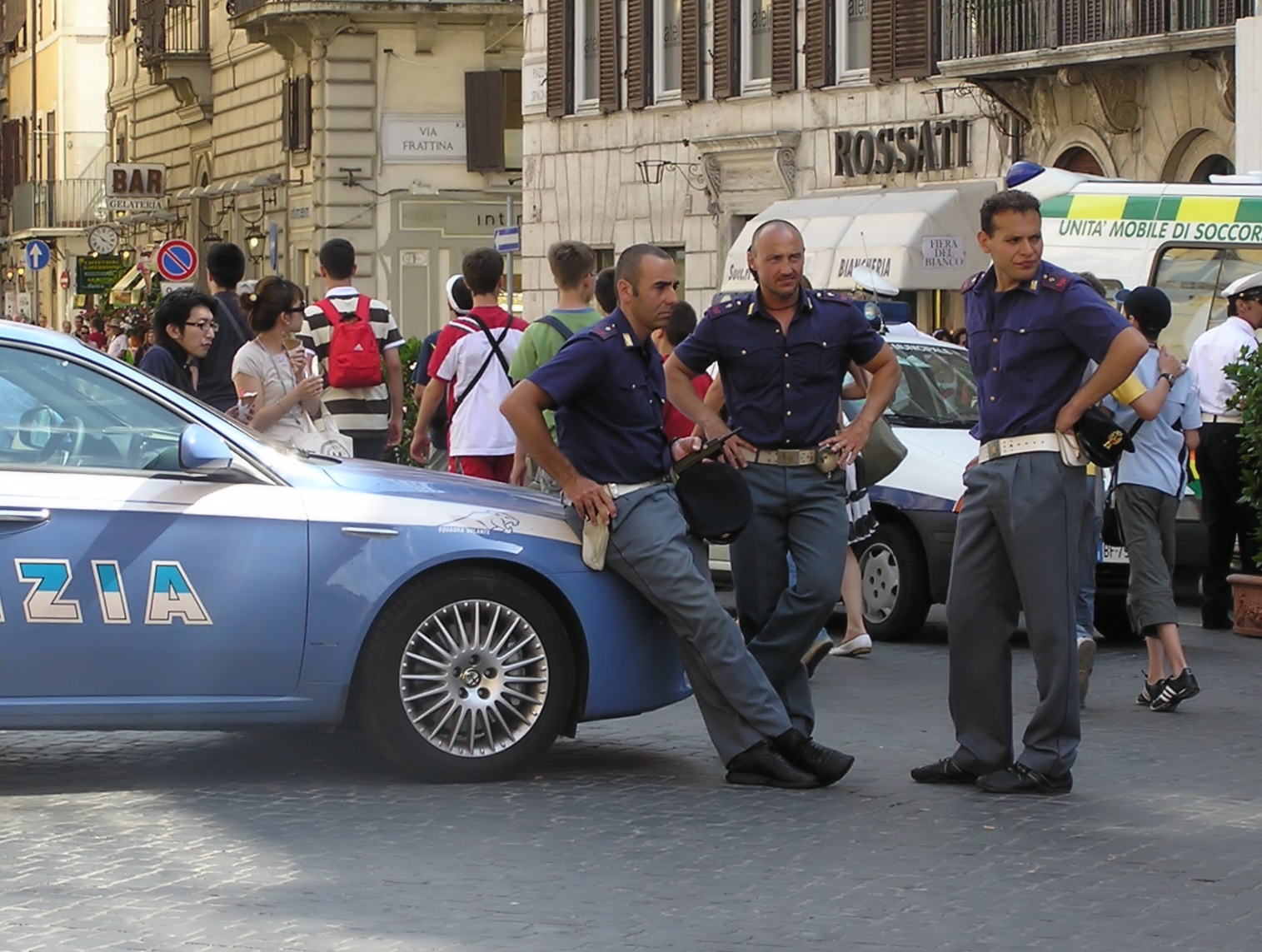
Utryckningspoliser, Rom 2007

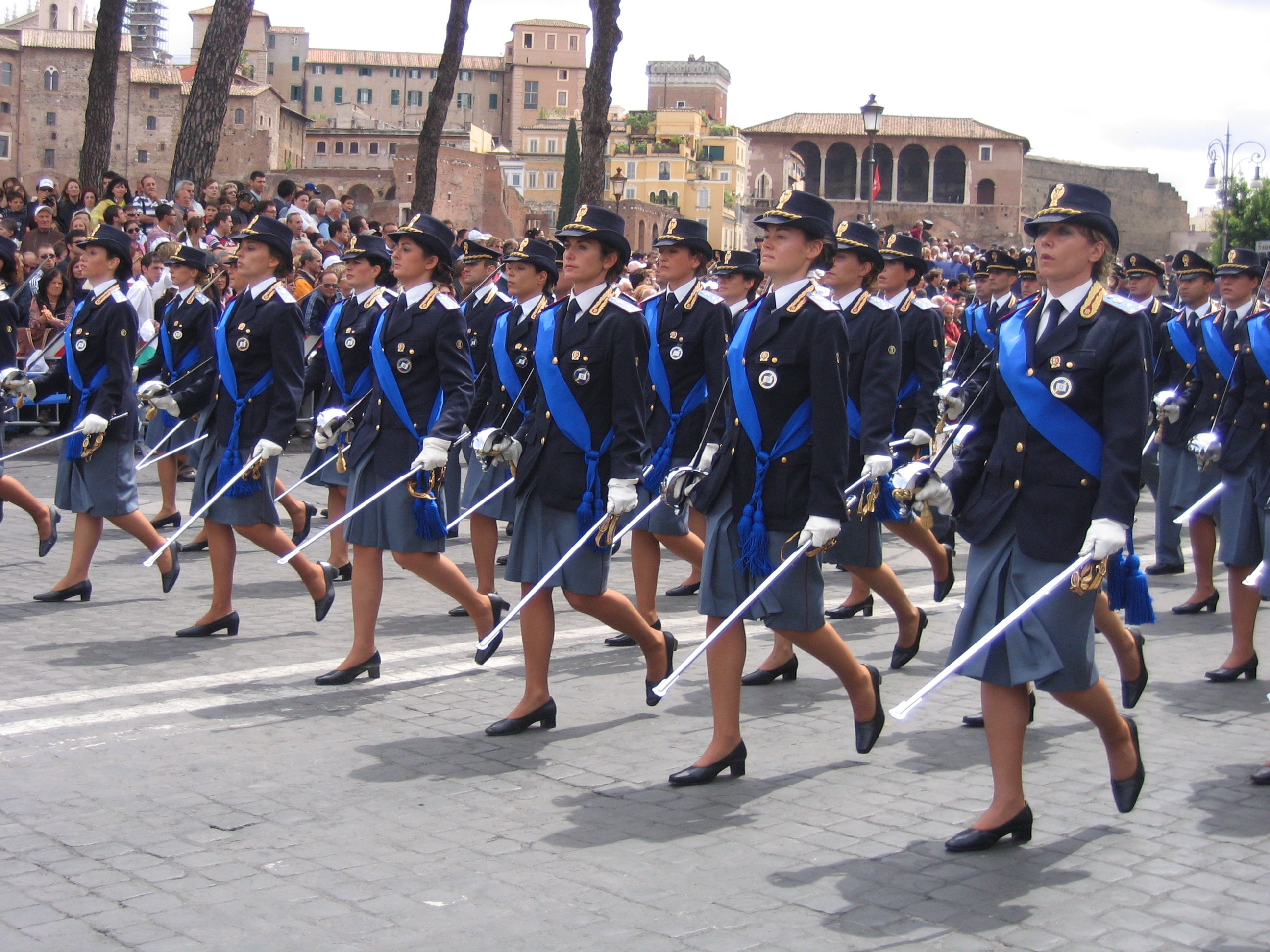
Kvinnliga polischefer parader på nationaldagen 2007

Polizia di Stato är Italiens statliga civila poliskår. Den är direkt underställd det italienska inrikesministeriets Dipartimento della Pubblica Sicurezza, vars generaldirektör har ansvar för samordning av Italiens alla statliga polismyndigheter och tillika är chef för Polizia di Stato. 
Polizia di Stato har en personalstyrka om cirka 100 000 poliser. Till skillnad från Carabinieri är den huvudsakligen verksam i städerna. Larmnumret är 113.

## Organisation

### Centralt
Dipartimento della Pubblica Sicurezzas tolv avdelningar leder och förvaltar alla statspolisens tjänstegrenar. Deusstom koordinerar den det arbete som utförs av Carabinieri,  Guardia di Finanza och andra italienska statliga polismyndigheter. Den centrala antimaffiapolisen DIA (Direzione Investigativa Antimafia) och centrala säkerhetspolisen (DIGOS) (Polizia di Prevenzione).

### Regionalt
Under chefen för  Polizia di Stato lyder sju polisregioner:
- Turin (för Valle d'Aosta, Piemonte, Ligurien)
- Milano (för Lombardiet, Emilia-Romagna)
- Padua (för Venetien, Trentino-Alto Adige, Friuli-Venezia Giulia)
- Florens (för Toscana, Umbrien, Marche)
- Rom (för Latium, Abruzzo, Sardinien)
- Neapel (för Kampanien, Molise, Basilicata, Apulien)
- Catania (för Sicilien, Kalabrien)

### Lokalt
I varje italienskt län (provincia) finns det en länspolismästare (questore) som chef för den statliga civila länspolismyndigheten (Qeustura) Han är på landshövdingens (prefetto) uppdrag även länskoordinator för de övriga statliga polismyndigheter som är verksamma i länet.
Genom questuren utövas ledningen över kriminal- och ordningspolisen i länets städer. Där finns också avdelningar för utlänningsspolis och säkerhetspolis. Trafikpolisen och andra specialpolisgrenar har en egen parallell struktur som dock oftast är fysiskt belägen i samma eller närliggande byggnader som den vanliga ordningspolisen. Varje questur har en länskriminalavdelning (squadra mobile) i länets residensstad och ett flertal ordningspolistationer (commissariato) i länets städer.

### Tjänstegrenar
Följande tjänstegrenar finns vid Polizia di Stato.
- Polizia di Sicurezza (ordningspolis)
- Polizia Criminale (kriminalpolis)
- Polizia Scientifica (kriminaltekniker)
- Polizia Stradale (trafikpolis)
- Polizia Ferroviaria (järnvägspolis)
- Polizia Postale e delle Comunicazioni ("post- och telepolis")
- Polizia dell'Immigrazione (gränspolis)
- Polizia Marittima (sjöpolis)
- Polizia in Montagna (fjällräddning)
- Servizio Aereo (polisflyg)
- Nationella insatsstyrkan NOCS (Nucleo Operativo Centrale di Sicurezza)

## Personal
År 2005 hade Polizia di Stato 105 324 poliser anställda. Av dessa tillhörde 3 455 polischefskarriären, 19 896 kommissariekarriären, 13 677 polisinspektörskarriären, 68 296 polisassistentkarriären.

### Grader och gradbeteckningar
Med fetstil står polisens grader. I kursiv står graderna för polisläkare och kriminaltekniker.
| dirigente generale di pubblica sicurezza dirigente generale medico | dirigente superiore dirigente superiore medico | primo dirigente primo dirigente medico |

| vice questore aggiunto medico capo direttore tecnico capo | commissario capo medico principale direttore tecnico principale | commissario del ruolo ordinario (direktrekryterad polischefsaspirant under utbildning vid polishögskolan) medico (polisläkare under utbildning vid polishögskolan) direttore tecnico (teknisk polischefsaspirant under utbildning vid polishögskolan) | commissario del ruolo direttivo speciale (polischefsaspirant rekryterad från poliskommissariekarriären efter genomgången utbildning vid polishögskolan) | vice commissario del ruolo direttivo speciale (polischefsaspirant rekryterad från poliskommissariekarriären under utbildning vid polishögskolan) |

| ispettore superiore sostituto commissario perito tecnico superiore – sostituto direttore tecnico | ispettore superiore sostituto ufficiale di Pubblica Sicurezza perito tecnico superiore | ispettore capo perito tecnico capo | ispettore perito tecnico | vice ispettore vice perito tecnico |

| assistente capo collaboratore tecnico capo | assistente collaboratore tecnico | agente scelto operatore tecnico scelto | agente operatore tecnico |